# Torneo Acropolis 2023
Il Torneo Acropolis 2023 si è svolto dall'8 al 10 agosto 2023.
Gli incontri si sono disputati presso l'impianto O.A.K.A. Olympic Indoor Hall di Atene.

## Squadre partecipanti
- Grecia
- Italia
- Serbia

## Risultati
| Arbitri: | Tsokolas Somos Tsimpuoris |

|                  |          |               |
| Rogkavopoulos 19 | Punti    | 15 Bogdanović |
| Walkup 10        | Assist   | 5 Bogdanović  |
| Mītoglou 10      | Rimbalzi | 12 Milutinov  |

| Arbitri: | Papapetrou Tziopanos Agrafiotis |

|               |          |           |
| Fontecchio 13 | Punti    | 18 Jović  |
| Severini 5    | Assist   | 6 Gudurić |
| Polonara 11   | Rimbalzi | 7 Jović   |

| Arbitri: | Pitsilkas Tsonos Tiganis |

|                  |          |                 |
| Rogkavopoulos 12 | Punti    | 17 Fontecchio   |
| Walkup 7         | Assist   | 4 Spissu, Melli |
| Mītoglou 8       | Rimbalzi | 9 Melli         |

## Classifica
| -  | Team   | Pt | V - P | Pf - Ps | Dp  |
| -- | ------ | -- | ----- | ------- | --- |
| 1. | Italia | 4  | 2 - 0 | 163-158 | +5  |
| 2. | Serbia | 2  | 1 - 1 | 159-153 | +6  |
| 3. | Grecia | 0  | 0 - 2 | 134-145 | -11 |